# Voldagsen
Voldagsen ist ein Dorf und nördlicher Ortsteil der Stadt Einbeck in Niedersachsen, der dicht an der Bundesstraße 3 gelegen ist.

## Geschichte
Der Ort wurde 1270 unter der Bezeichnung Voltagessen erstmals urkundlich erwähnt. 1696 wurde aus mehreren Hofstellen das Rittergut gebildet, aus dem später die Domäne Voldagsen entstand.
Im Siebenjährigen Krieg fand auf der Voldagser Höhe eine Rückzugsschlacht statt, in deren Verlauf die hessischen Truppen verlustreich besiegt wurden.
Am 28. Januar 1946 wurde die Große Mühle von Voldagsen von einer Räuberbande überfallen, dabei kam es zu einem dreifachen Mord. Bei den Tätern handelte es sich um Displaced Persons aus Polen. Die Ereignisse wurden später vom Höheren britischen Militärgericht in Braunschweig verhandelt.
Voldagsen wurde am 1. März 1974 durch Eingemeindung zum Ortsteil der Stadt Einbeck.

## Politik

### Ortsrat
Der Ortsrat "Auf dem Berge", der die Ortschaften Bartshausen, Brunsen, Hallensen, Holtershausen, Naensen, Stroit, Voldagsen und Wenzen gemeinsam vertritt, setzt sich aus 13 Ratsmitgliedern zusammen. Bei der Kommunalwahl 2021 ergab sich folgende Sitzverteilung:
- Wählergemeinschaft „Auf dem Berge“: 13 Sitze

### Ortsbürgermeister/ Ortsbeauftragte
Ortsbürgermeister ist Gerhard Mika (WG). Ortsbeauftragter ist Petra Tekluk (Stand Dezember 2021).

### Wappen
Auf blauem Wappenschild mit goldenem Berg am Grund, darüber eine weiße Wasserlinie. Oberhalb liegen drei goldene Mühlräder nebeneinander.
Wappenbegründung: Die Mühlenräder sollen an die ehemals drei Wassermühlen in und bei Voldagsen erinnern. Der Wellenbalken steht für die Bachläufe. Der Berg ist das gemeinsame Symbol der Dörfer „Auf dem Berge“. Die Farben nehmen Bezug auf die Zugehörigkeit zum ehemaligen Herzogtum Braunschweig.

## Kultur und Sehenswürdigkeiten
- Voldagsen ist der Ort mit drei Wassermühlen, die auch im Wappen des Dorfes symbolisiert sind.

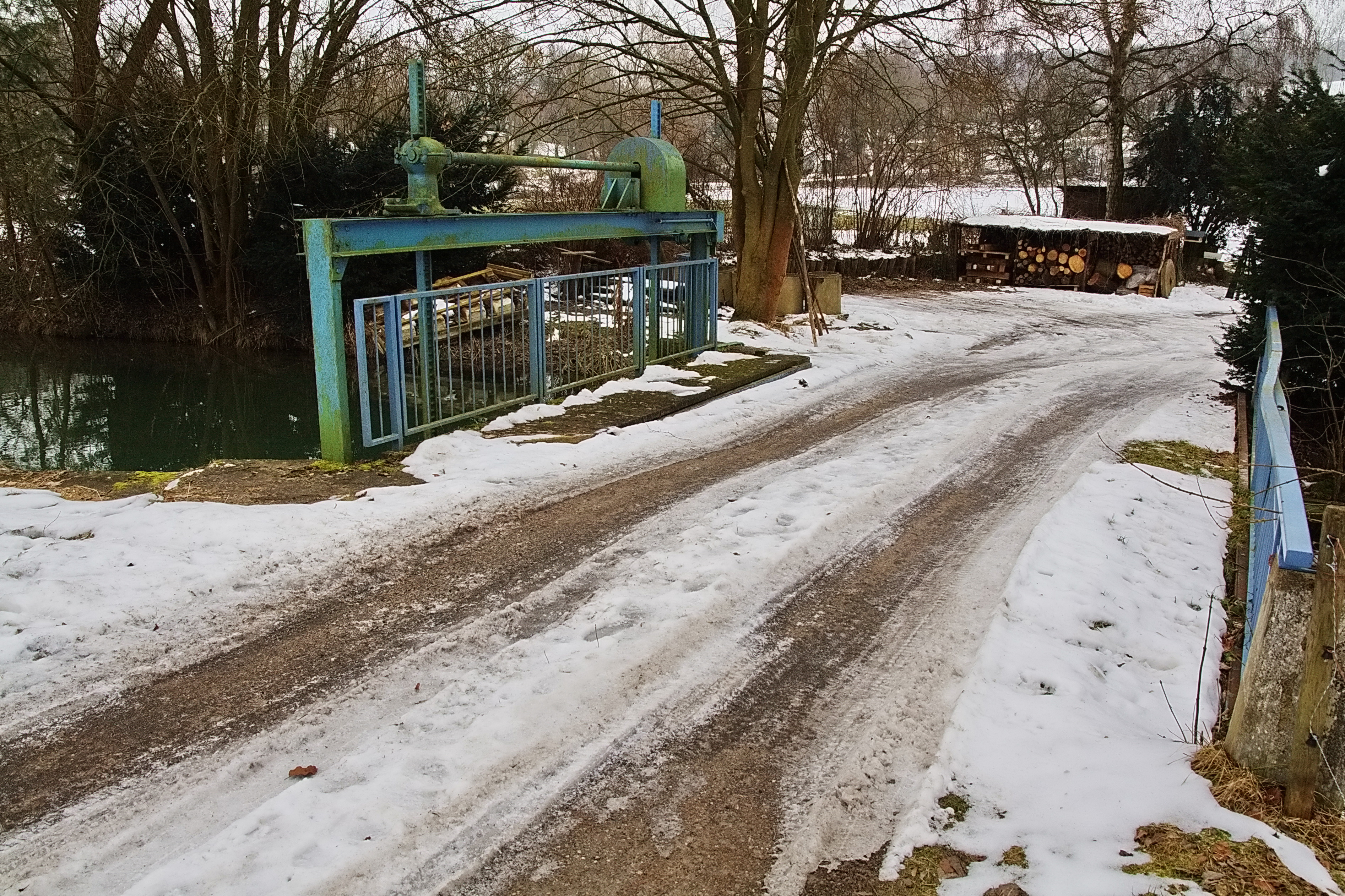
Brücke am Wehr
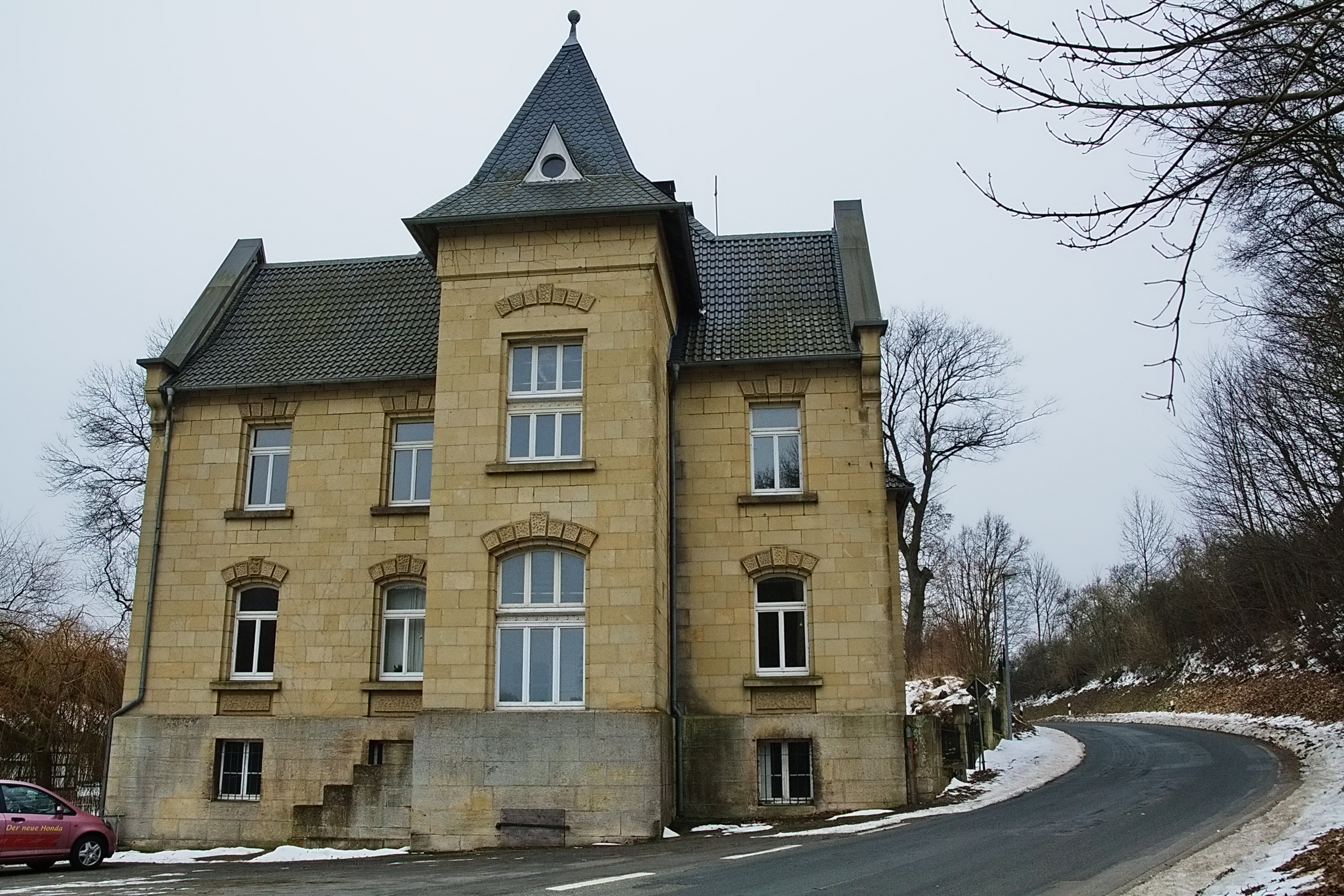
Vor der Domäne
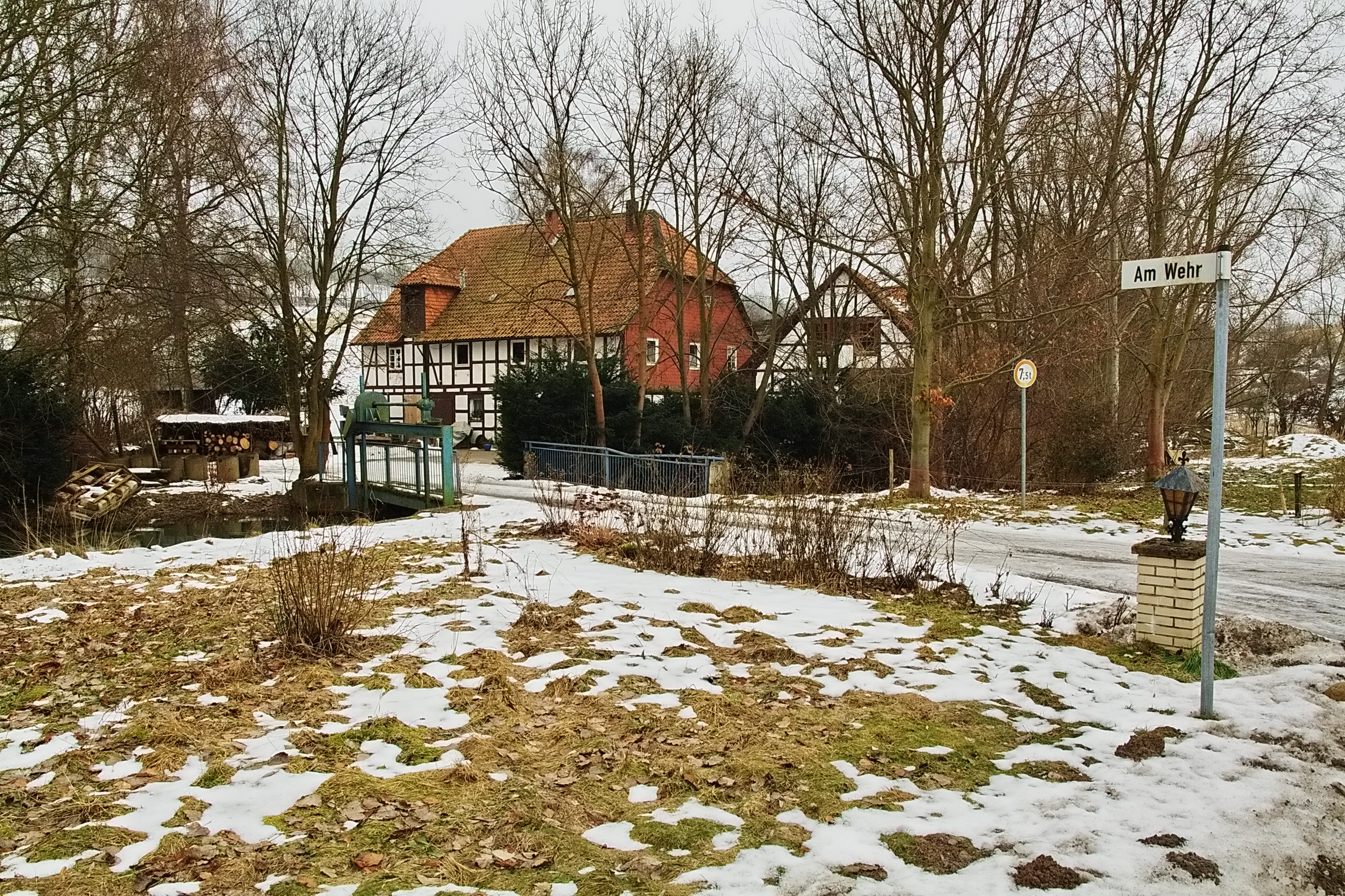
Blick auf das Wehr